# Par (feudalizm)
Par (od łac. par, „równy”) – w średniowieczu członek grupy feudalnej złożonej z równych sobie wasali, podlegających jednemu seniorowi. Wszystkie spory pomiędzy wasalem a seniorem dotyczące lenna rozstrzygane były przez parów (w tzw. sądzie parów).